# Fanano
Fanano är en ort och kommun i provinsen Modena i regionen Emilia-Romagna i Italien. Kommunen hade 2 950 invånare (2018).